# Big Lake (Alaska)
Big Lake è un census-designated place degli Stati Uniti d'America, nello stato dell'Alaska, nel Borough di Matanuska-Susitna. Al censimento del 2010 contava 3.350 abitanti.
Fa parte dell'area metropolitana di Anchorage.